# Visens Venner i Danmark
Visens Venner i Danmark (VVD) er en dansk paraplyorganisation bestående af 23 lokalforeninger.
Formål: at udbrede kendskabet til danske/nordiske viser. 
Foreningen er medlem af den nordiske sammenslutning Nordvisa.
Foreninger, der ønsker tilladelse til at anvende navnet 'Visens Venner' er velkomne i VVD efter godkendelse af vedtægter på landsforeningens årsmøde. Kontakt VVDs forretningsudvalg (www.visensvenner.dk) for nærmere oplysning.
Begrebet Visens Venner opstod i Sverige i 1936, efter initiativ fra bl.a. Evert Taube. Navn: "Visans Vänner i Stockholm".  
Den første danske forening: "Visens Venner i København" stiftedes i 1953 med Sigfred Pedersen som formand.  
Over hele landet samarbejder VVDs lokalforeninger med andre lokale kulturforeninger, biblioteker, menighedsråd m.fl., og der medvirkes gerne ved såvel private som ved  offentlige arrangementer. Kontakt den enkelte lokalforening og få nærmere oplysninger. Kontaktdata findes på www.visensvenner.dk